# غاوبازه (مقاطعة دلفان)
غاوبازه (بالفارسية: گاوبازه) هي قرية تقع في قسم خاوة الشمالي الريفي (مقاطعة دلفان) في إيران. يقدر عدد سكانها بـ 327 نسمة بحسب إحصاء 2016.